# 메리베스 먼로
메리베스 먼로(Maribeth Monroe, 1978년 3월 25일 ~ )는 미국의 배우, 희극인이다.

## 출연 작품

### 영화
- 다운사이징 (2017) - 캐럴 존슨 역

### 텔레비전
- 브링크 (2015)
- Bootstrapped (2019)